# Mecomodica fullawayi
Mecomodica fullawayi là một loài bướm đêm thuộc họ Tineidae. Nó là loài duy nhất được tìm thấy ở Kure Island.
Con lớn trưởng thành nhỏ và phần lớn màu vàng.